# Conseil régional de l'Oriental
Boulevard du Prince Heritier Moulay El Hassan, Oujda.
Le conseil régional de l'Oriental est l'assemblée délibérante de la région marocaine Oriental, collectivité territoriale décentralisée agissant sur le territoire régional. Il est composé de 51 conseillers régionaux élus pour 6 ans au suffrage universel direct et présidé par Mohamed Bouarourou depuis 2024.

## Siège
Le Conseil régional de l'Oriental siège à Oujda, boulevard du Prince Heritier Moulay El Hassan.

## Présidents
| Période   | Président | Président          | Parti | Parti |
| --------- | --------- | ------------------ | ----- | ----- |
| 2015-2024 |           | Abdenbi Bioui      |       | PAM   |
| 2024-     |           | Mohamed Bouarourou |       | PAM   |

## Commissions
Conformément à l’article 45 du règlement intérieur, le conseil régional a créé sept commissions permanentes dont les attributions sont définies par l’article 46 du même règlement.
- Commission du budget, des finances et de la programmation, présidée par Said Barnichi (PAM)
- Commission du développement économique, social, culturel et environnemental, présidée par Abdelah Hamal (PJD)
- Commission de l’aménagement du territoire, présidée par Abdelkhalek Mamouni (PAM)
- Commission de l'éducation, de la formation professionnelle, de la recherche scientifique et de l'emploi, présidée par Radi Ghazi  (MP)
- Commission de l’agriculture, de la pêche maritime et du développement rural, présidée par Zoulikha Labiod (PI)
- Commission des équipements et des infrastructures, présidée par Khadija Mansouri (PAM)
- Commission de la coopération, du partenariat et de la promotion des investisseurs, présidée par Leila Maafa (PAM)

## Composition

### Groupes politiques actuels
Les 51 conseillers régionaux élus jusqu'en 2021 se répartissent ainsi :
| Groupe | Groupe                                     | Élus | Président de groupe | Statut     |
| ------ | ------------------------------------------ | ---- | ------------------- | ---------- |
|        | Authenticité et modernité                  | 22   | Mustapha Slisli     | Majorité   |
|        | Istiqlalien pour l’union et l’égalitarisme | 9    | Driss Bouchentouf   | Majorité   |
|        | Itihadi (USFP - UC)                        | 4    | Mustapha Bouroua    | Majorité   |
|        | Justice et développement                   | 9    | Mohammed Melhaoui   | Opposition |
|        | Haraki                                     | 5    | Salim Kamaran       | Opposition |
|        | Rassemblement démocratique (RNI - AHD)     | 4    | El Mostafa Guerab   | Opposition |

#### Historique
| Groupe | Groupe                                     | 2015 |
| ------ | ------------------------------------------ | ---- |
|        | Authenticité et modernité                  | 22   |
|        | Istiqlalien pour l’union et l’égalitarisme | 9    |
|        | Itihadi (USFP - UC)                        | 4    |
|        | Justice et développement                   | 9    |
|        | Haraki                                     | 5    |
|        | Rassemblement démocratique (RNI - AHD)     | 4    |